# Quận Galveston, Texas
Quận Galveston (tiếng Anh: Galveston County) là một quận trong tiểu bang Texas, Hoa Kỳ. Quận nằm trong vùng đô thị Houston–Sugar Land–Baytown. Quận lỵ đóng ở thành phố Galveston còn thành phố lớn nhất là League City tính theo dân số. Theo kết quả điều tra dân số năm  2000 của Cục điều tra dân số Hoa Kỳ, quận có dân số 291.309 người. Quận được lập năm 1838.